# Rumeln-Kaldenhausen
Rumeln-Kaldenhausen is een wijk binnen de stad Duisburg, Noordrijn-Westfalen in Duitsland. Tot 1975 was het een zelfstandige gemeente. Het werd in dat jaar samen met onder meer Rheinhausen, Homberg en Walsum bij Duisburg gevoegd.

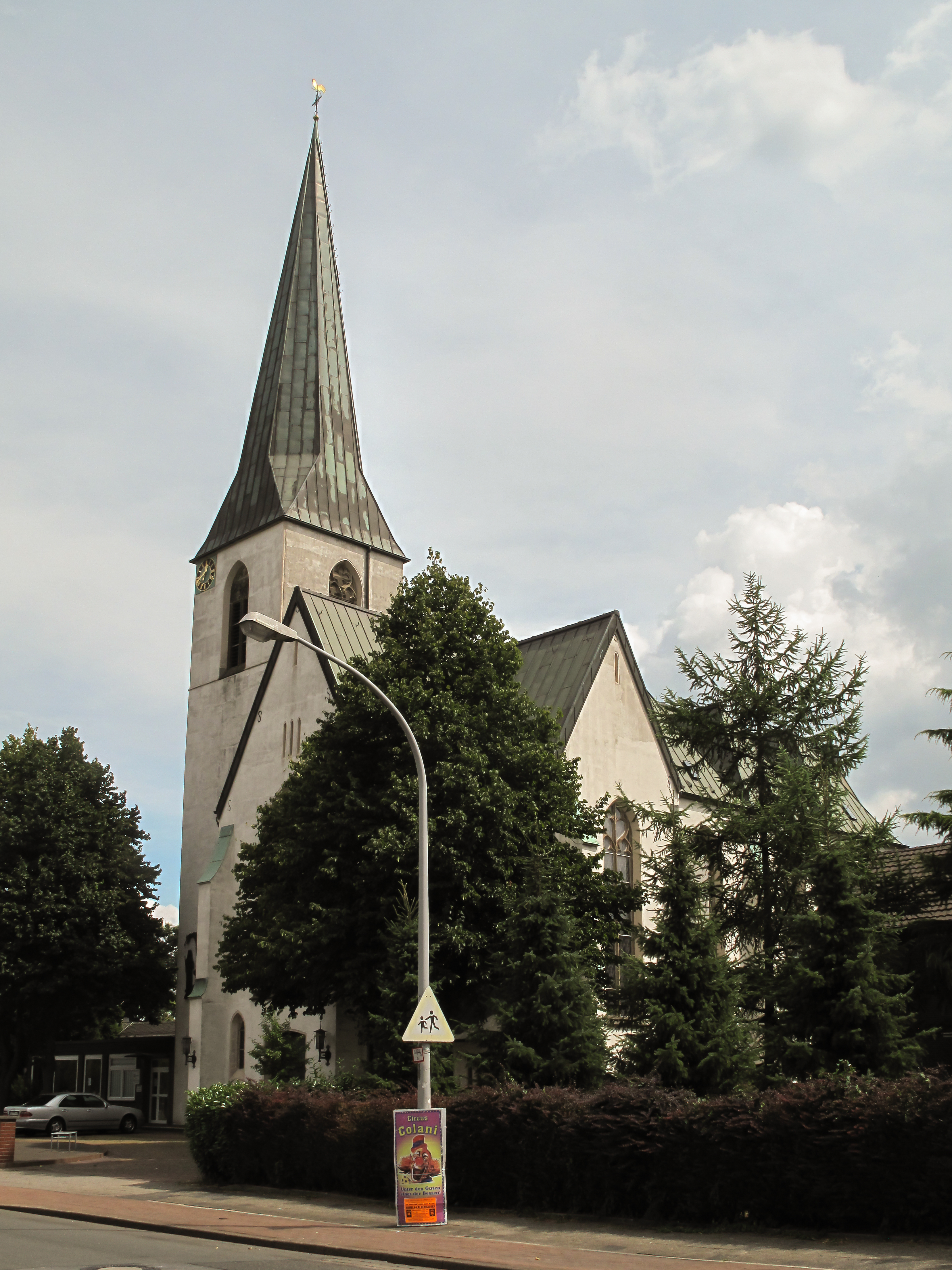
Kaldenhausen, kerk: Sankt Klara Kirch

## Trivia
Kaldenhausen, onderdeel van het stadsdeel, is een plaats waar van oorsprong Limburgs wordt gesproken. Kaldenhausen ligt aan de Uerdinger Linie.
Stadtbezirke: Duisburg-Mitte · Duisburg-Süd · Hamborn · Homberg/Ruhrort/Baerl · Meiderich/Beeck · Rheinhausen · Walsum

Wijken: Aldenrade · Altstadt · Baerl · Beeck · Beeckerwerth · Bergheim · Bissingheim · Bruckhausen · Buchholz · Dellviertel · Duissern · Fahrn · Friemersheim · Großenbaum · Alt-Hamborn · Hochemmerich · Hochfeld · Hochheide · Homberg · Huckingen · Hüttenheim · Kaßlerfeld · Laar · Marxloh · Meiderich · Mündelheim · Neudorf · Neuenkamp · Neumühl · Obermarxloh · Overbruch · Rahm · Rheinhausen-Mitte · Röttgersbach · Ruhrort · Rumeln-Kaldenhausen · Ungelsheim · Alt-Walsum · Vierlinden · Wanheim-Angerhausen · Wanheimerort · Wedau · Wehofen